# Hydaticus flavolineatus
Hydaticus flavolineatus är en skalbaggsart som beskrevs av Karl Henrik Boheman 1848. Hydaticus flavolineatus ingår i släktet Hydaticus och familjen dykare. Inga underarter finns listade i Catalogue of Life.